# Javier Conte
Javier Conte (Buenos Aires, 7 de septiembre de 1975) es un regatista argentino que obtuvo la medalla de bronce en los Juegos Olímpicos de Sídney 2000 en Clase 470 en dupla con Juan de la Fuente. Fue campeón panamericano en los Juegos Panamericanos de 2015 en Lightning mixto junto a sus compañeros María Paula Salerno y Nicolás Fracchia. Cuatro años después, volvió a obtener la medalla de oro en los Juegos Panamericanos de 2019 con Ignacio Giammona y María Paula Salerno en la misma categoría. Fue el abanderado de la delegación nacional en la ceremonia inaugural de los Juegos Panamericanos de 2019.
Conte fue también campeón mundial de cadet en 1992 (Hungría) y obtuvo en Clase 470 -en dupla con De la Fuente-, el campeonato sudamericano de 1997 y el europeo en 2005 (Gydnia) y ocho veces el campeonato argentino (1998, 1999, 2001, 2002, 2003, 2004, 2005, 2006). En 2010 recibió el Premio Konex - Diploma al Mérito.

## Medalla de bronce olímpica

Velero de la clase 470.

Javier Conte y Juan De la Fuente se presentaron a competir en los Juegos Olímpicos de Sídney 2000 en clase 470. Su nombre se debe a las medidas de la eslora, se trata de una embarcación para navegantes avanzados, con un aparejo muy técnico, que incluye trapecio.
Se trató de una competencia muy reñida en la que los argentinos lograron la tercera colocación por un solo punto y en el instante final, superando a la representación de Inglaterra, que ya estaba festejando. En la anteúltima jornada, Conte y De la Fuente ganaron una de las regatas alcanzando el tercer lugar en la última jornada debían competir con los ingleses. Sin embargo, quedaron muy retrasados en la salida, ubicándose en el puesto 22º, mientras que el equipo inglés se ubicaba delante, atribuyéndose la medalla de bronce. Los argentinos remontaron hasta el 11.º, pero debían alcanzar como mínimo el décimo, algo que consiguieron en la última boya, superando a Inglaterra por un punto. Los británicos se encontraban festejando la medalla cuando les informaron la novedad.
Las posiciones finales fueron las siguientes:
1. Australia, 38 puntos en contra
2. Estados Unidos, 42 en contra
3. Argentina, 57 en contra
4. Inglaterra, 58 puntos en contra
5. Portugal, 67 puntos en contra

## Premios
- Olimpia de plata (2019)[8]